# Wierchnietułomskij
Wierchnietułomskij – osiedle typu miejskiego w Rosji, w obwodzie murmańskim. W 2019 roku liczyło 1217 mieszkańców.